# 嚶鳴社
嚶鳴社（おうめいしゃ）は、明治時代前期の政治結社。新聞記者、弁護士、開明派官吏などを中心に結成された代表的都市民権結社。1873年（明治6年）開設の法律講義会を前進とし、元老院大書記官の沼間守一が1878年（明治11年）に設立。1882年（明治15年）の立憲改進党結成に尽力し、同年6月の集会条例追加改正により解散した。主要メンバーは、青木匡、沼間守一、肥塚龍、島田三郎、野村本之助、波多野伝三郎、高梨哲四郎、丸山名政など。自由民権・国会開設を主張。「東京横浜毎日新聞」や「嚶鳴雑誌」の発行、地方遊説などで啓蒙活動を展開。東京に本社を設立、関東や東北など全国各地に29の支社を置き、盛期には社員1000人以上の規模となった。

## 概要
明治5年、理事官の洋行に随行して西洋の言論活動を見聞した沼間が、1873年（明治6年）に河野敏鎌ら、東京の下谷摩利支天別当に設立した法律講習会が前身で、討論や演説活動を行っていた。
法律講習会は、初めは聴衆も10人に満たなかったが、沼間らは講習会開催を続けたので、来会者は増えた。明治8年7月、沼間は河野の推挽で元老院権大書記となり、法制の取り調べに従ったので、沼間は同僚に多くの学者がいた。そのなかの、島田三郎、田中耕造、小池靖一らが加わった。
西南戦争後に嚶鳴社と改称し、柳橋万八楼へ移り、毎日曜日に会合した。ひとつには法律政治を討究し、ひとつには公衆をあつめ講談演説することとした。河津祐之、肥塚龍、島田三郎、草間時福、田口卯吉、金子堅太郎、末広重恭らが参加。
1879年（明治12年）5月に官吏の演説活動が禁止されると（嚶鳴社員の3分の1は官吏であった）、10月に『嚶鳴雑誌』を発刊し（3年半ほどつづいた）、11月には機関紙「東京横浜毎日新聞」を発行した。一方では聴衆に入社をすすめ、他方では官吏である会員は以後、一般聴衆に会えないからと演説筆記を雑誌に載せたのである。社員は間もなく数百に増えたが、地方人が入社を申し込み、支部をつくったところもある。金子や末広らは私擬憲法である「嚶鳴社憲法草案」を起草する。この起草と共存同衆のものが全国に先駆けて始まり、その後の各地の私擬憲法の起草に大きな影響を与えた。
1882年（明治15年）に「女帝の可否」と題して討論会を開催、島田三郎、益田克徳、沼間守一が、女帝否認の立場から、肥塚竜、草間時福、丸山名政、青木匡
、波多野伝三郎が、女帝容認の立場から議論を交わし、東京横浜毎日新聞に掲載された。このうち島田三郎の演説が、井上毅の「謹具意見」に引用され、帝国憲法において女性天皇が否認される論拠となった。
院制や選挙制度をめぐって、社内でも意見が分かれて、1880年（明治13年）には草間らが国会期成同盟に加わる。沼間らは自由党結成に合流する動きもみせたが、1882年（明治15年）に明治十四年の政変で下野した大隈重信らの立憲改進党結成に合流し、7月の集会条例で解散した。